# Braquimetatàrsia
La braquimetatàrsia o metatarsià hipoplàstic és un defecte en el qual hi ha un o més metatarsians anormalment curts. Aquest trastorn pot ser resultar d'un defecte congènit o pot ser un trastorn adquirit. Més freqüentment afecta el quart metatarsià. Si es tracta del primer metatarsià, l'afecció es coneix com a síndrome de Morton. Es pot tractar amb diferents procediments quirúrgics.

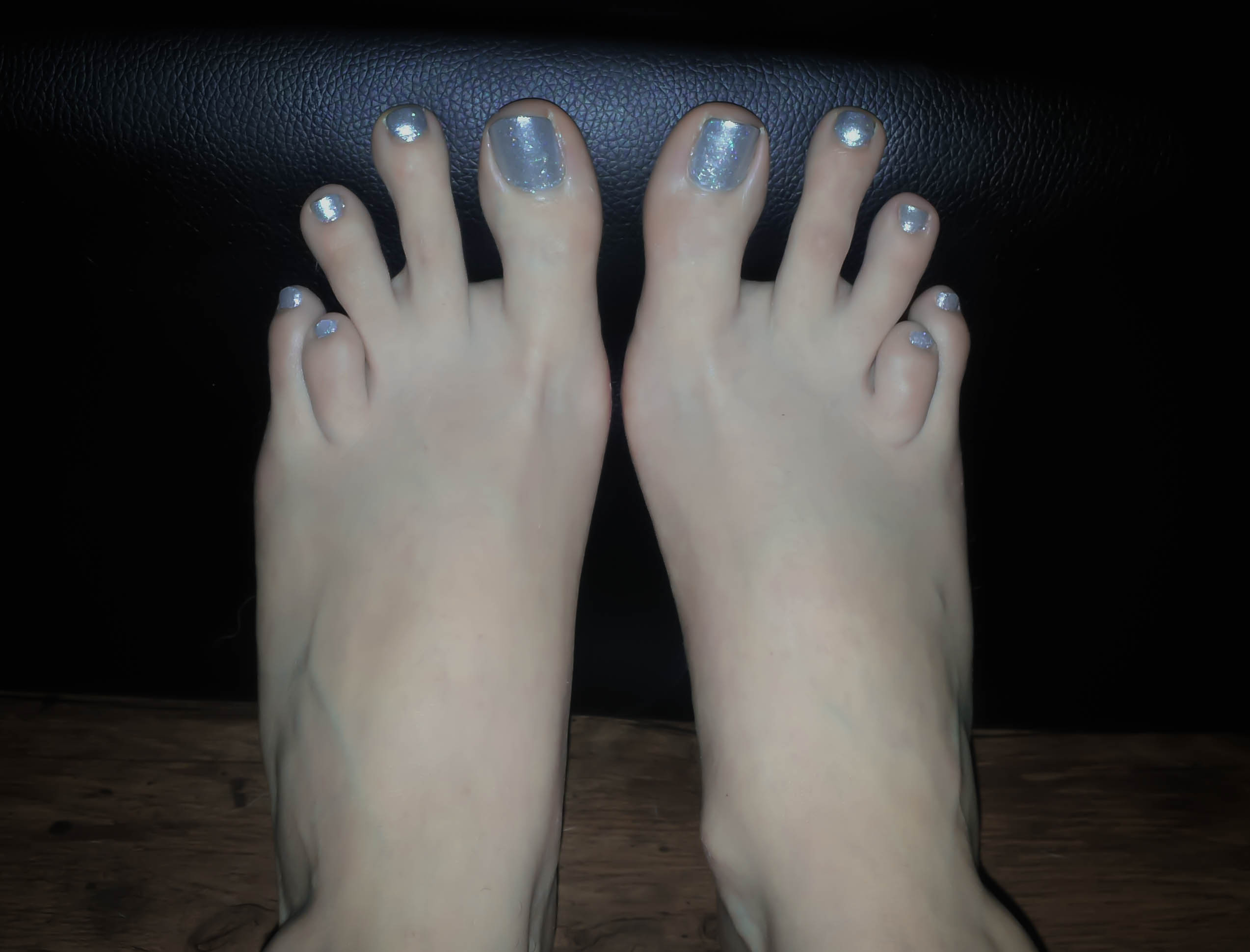
Braquimetatarsià bilateral del quart metatarsià

Les causes congènites inclouen: la síndrome d'Aarskog i la síndrome d'Apert, entre les causes adquirides destaca el traumatisme. La braquimetatàrsia es produeixen amb més freqüència en dones que en homes.
En alguns casos es pot tractar els símptomes amb l'ús de sabates més amples que alleuja la pressió dels dits dels peus o utilitzar coixinets en els dits dels peus. Es pot recórrer a la cirurgia si el dolor o les molèsties amb les mesures anteriors no són suficients o satisfactòries. En aquest procediment, generalment el metatarsià curt es talla i s'empelta una peça d'os entre els dos extrems.